# Palaeoloxodon mnaidriensis
Palaeoloxodon mnaidriensis (лат.) — вымерший вид карликовых слонов рода палеолоксодон (Palaeoloxodon), обитавших на Сицилийско-мальтийском архипелаге в конце среднего плейстоцена и в позднем плейстоцене. Вид происходит от прямобивневого лесного слона (Palaeoloxodon antiquus).

## Таксономия
Хотя ранее считалось, что он населял и Мальту, и Сицилию, строго говоря, P. mnaidriensis является мальтийским видом, в то время как остатки с Сицилии принадлежат к отдельному виду, условно известному как P. cf. maidriensis или P. ex gr. mnaidriensis. Они произошли от населивших Сицилию прямобивневых слонов (P. antiquus) в конце среднего плейстоцена, около 200 000 лет назад. В свою очередь, P. antiquus сменили ещё более мелкого — высотой 1 м — Palaeoloxodon falconeri, который произошёл от другой популяции P. antiquus, заселившей Сицилию на несколько сотен тысяч лет ранее.

## Описание
P. mnaidriensis почти на 90% меньше своей предковой формы с предполагаемой высотой в плечах около 1,8 м и средней массой тела около 1100 кг. По другой оценке высота плеча составляет 2 м, а вес — 1,7 т. Как и у P. antiquus, на голове P. mnaidriensis есть хорошо развитый теменно-затылочный гребень в верхней части черепа .

## Экология
Появление P. cf. mnaidriensis на Сицилии знаменует собой смену фауны, когда обедневшая эндемичная фауна, характерная для Сицилии в раннем и в начале среднего плейстоцена, значительно изменилась с прибытием крупных млекопитающих из континентальной Италии, включая крупных хищников, таких как львы (Panthera spelaea), пещерные гиены (Crocuta crocuta spelaea) и волки, а также крупные травоядные животные, в том числе благородные олени, лани, степные зубры, туры и бегемот Hippopotamus pentlandi, сосуществовавшие с P. cf. mnaidriensis. Предполагается, что больший размер тела P. cf. mnaidriensis по сравнению с P. falconeri вызван необходимостью защиты от хищников, а также присутствием конкурирующих травоядных. На Мальте единственным крупным млекопитающим, кроме P. mnaidriensis, был карликовый бегемот Hippopotamus melitensis. Предполагается, что его экология была смешанного типа (питался как низкой, так и высокой растительностью).

## Вымирание
Самые ранние P. cf./ ex gr. mnaidriensis найдены на территории современного острова Фавиньяна у побережья западной Сицилии, их возраст приблизительно 20 000 лет, что соответствует последнему ледниковому максимуму (хотя эта оценка, вероятно, является минимальным возрастом), связанному с материковой Сицилией в позднем плейстоцене, а также с пещерой Сан-Теодоро на северо-востоке Сицилии приблизительно 32 000 лет назад. Эти особи достигали оценочной высоты в плечах примерно 1,5 м, что несколько меньше других описанных особей P. cf./ ex gr. mnaidriensis.